# Skäggtöm

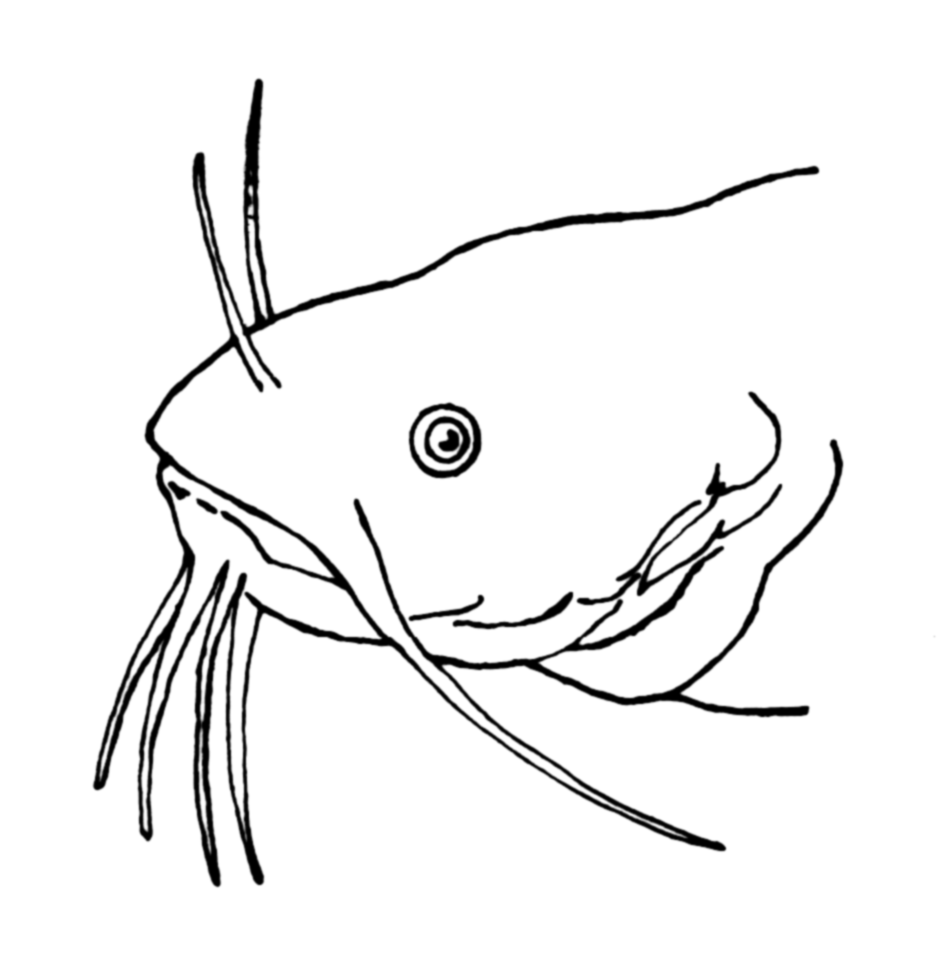
Exempel på skäggtöm.

Skäggtöm är smak- och känselorgan i form av rörliga spröt eller tentakler på hakan, nosen eller runt munnen hos vissa fiskar. Skäggtöm besitter receptorceller och är till hjälp när fiskarna letar efter föda i grumligt bottenvatten. 
Skäggtöm förekommer bland annat hos torsk, gråsej, långa, kolja, malar, lake och praktbotia.

## Skäggtöm och barber

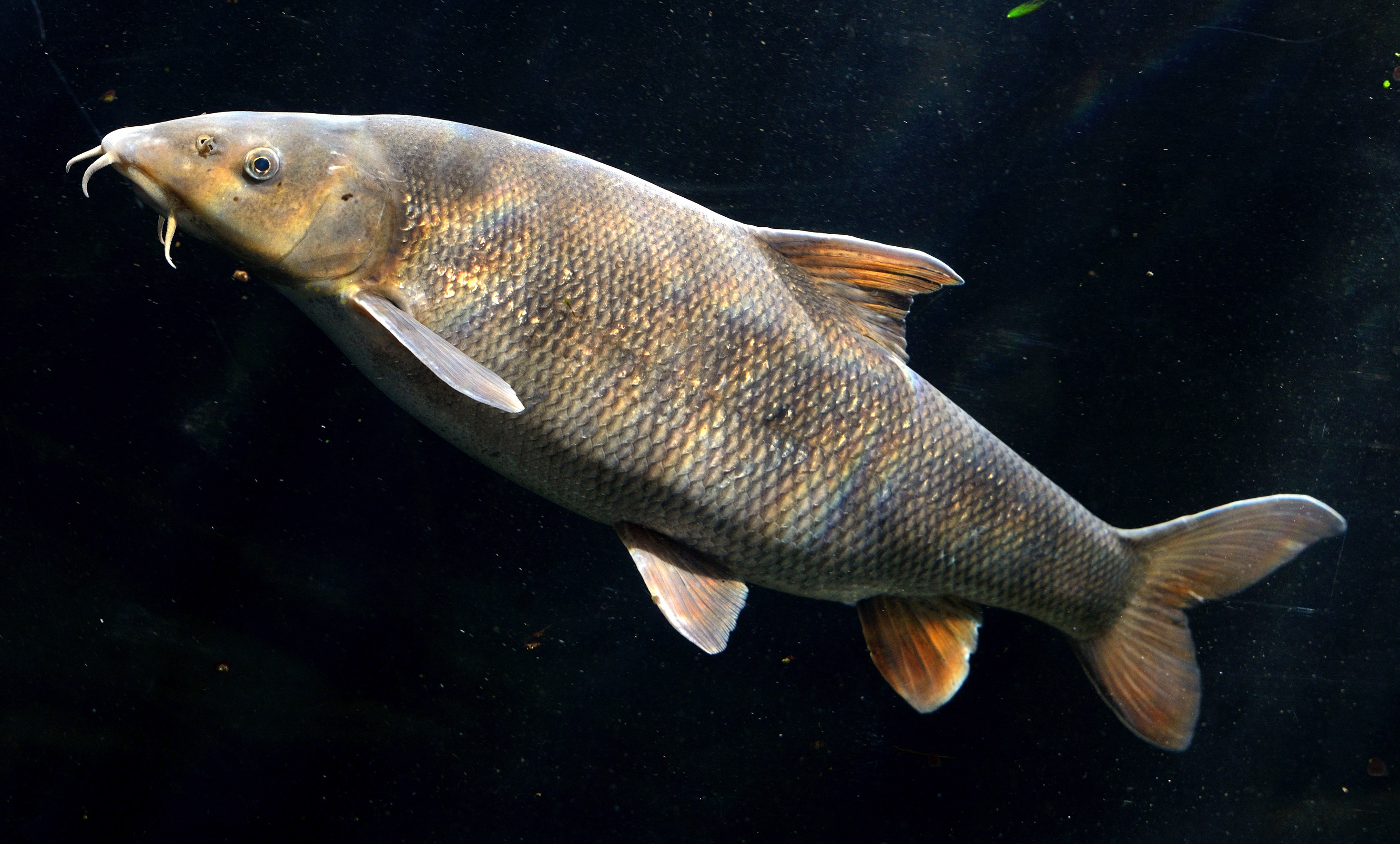
Barbus-fisk.

Karpliknande (mindre) fiskar med två eller fyra skäggtömmar kallas (oavsett släktskap) ofta barber, särskilt de som säljs som akvariefiskar. Det inkluderar bland annat arter inom fiskfamiljen Cyprinidae (karpfiskar), däribland släktet Barbus. Namngivningen kommer från latinets ord för skägg, barba.

## Skäggtöm inom mytologin

Österländsk drake (kinesisk) med skäggtöm, från Qingflaggan.

I sinosfären (de östasiatiska länderna) är skäggtöm en del av den traditionella österländska draken vilken sägs ha ”morrhår likt en malfisk”.

### Nationalencyklopedin
- Skäggtöm i Nationalencyklopedins nätupplaga. Läst 27 april 2022.
- Barb i Nationalencyklopedins nätupplaga. Läst 27 april 2022.